# Antonio Nariño (Bogotá)
Antonio Nariño es la localidad número 15 del Distrito Capital de Bogotá. Se encuentra en el sur de la ciudad.

## Toponimia
Su nombre procede del caudillo precursor de la Independencia  y traductor de los Derechos del Hombre y del Ciudadano Antonio Nariño quien vivió una etapa de su vida en una hacienda ubicada en parte del terreno que ahora conforma la localidad. La historia de la misma tiene raíces en la época de la colonia. A mediados del siglo pasado en las vegas del río Fucha se levantaban imponentes haciendas que dejaban ver en su rígida estructura el estilo que tenía la gente de la época en la alzadura de sus quintas de recreo, de las que sobresalían: La Quinta de Nariño, Llano de Mesa, La Regadera, Osorio. Mucho después dieron nombre a los principales barrios de la localidad. Sin duda alguna, fue un polo de desarrollo de la ciudad, en razón principalmente de la abundante corriente de agua pura que regaba la zona, lo que hacía de sus tierras un fortín de esperanza para los habitantes de aquella Santa Fe de Bogotá.

## Geografía física
La localidad se encuentra separada de los cerros Orientales de la ciudad por la localidad de San Cristóbal. Es predominantemente plana, presentando una ligera inclinación de oriente a occidente, constituyendo el cauce medio del río Fucha, que corresponde a su principal característica hidrográfica.

### Límites
| Noroeste: Localidad de Puente Aranda (UPZ Muzú; Avenida NQS)                                        | Norte: Localidad de Puente Aranda (UPZ Ciudad Montés; Avenida NQS)                     | Nordeste: Localidad de Los Mártires (UPZ Santa Isabel; Avenida Calle Primera)                             |
| Oeste: Localidades de Puente Aranda (UPZ Muzú) y de Tunjuelito (UPZ Venecia) Avenida NQS-Carrera 51 |                                                                                        | Este: Localidad de Santa Fe (UPZ Las Cruces; Avenida Calle Primera Estación San Bernardo de TransMilenio) |
| Suroeste: Localidad de Rafael Uribe Uribe (UPZ Quiroga; Avenida Carrera 27)                         | Sur: Localidad de Rafael Uribe Uribe (UPZ Quiroga y San José; Avenida Primero de Mayo) | Sureste: Localidad de San Cristóbal (UPZ Sosiego; Avenida Carrera Décima)                                 |

## Historia

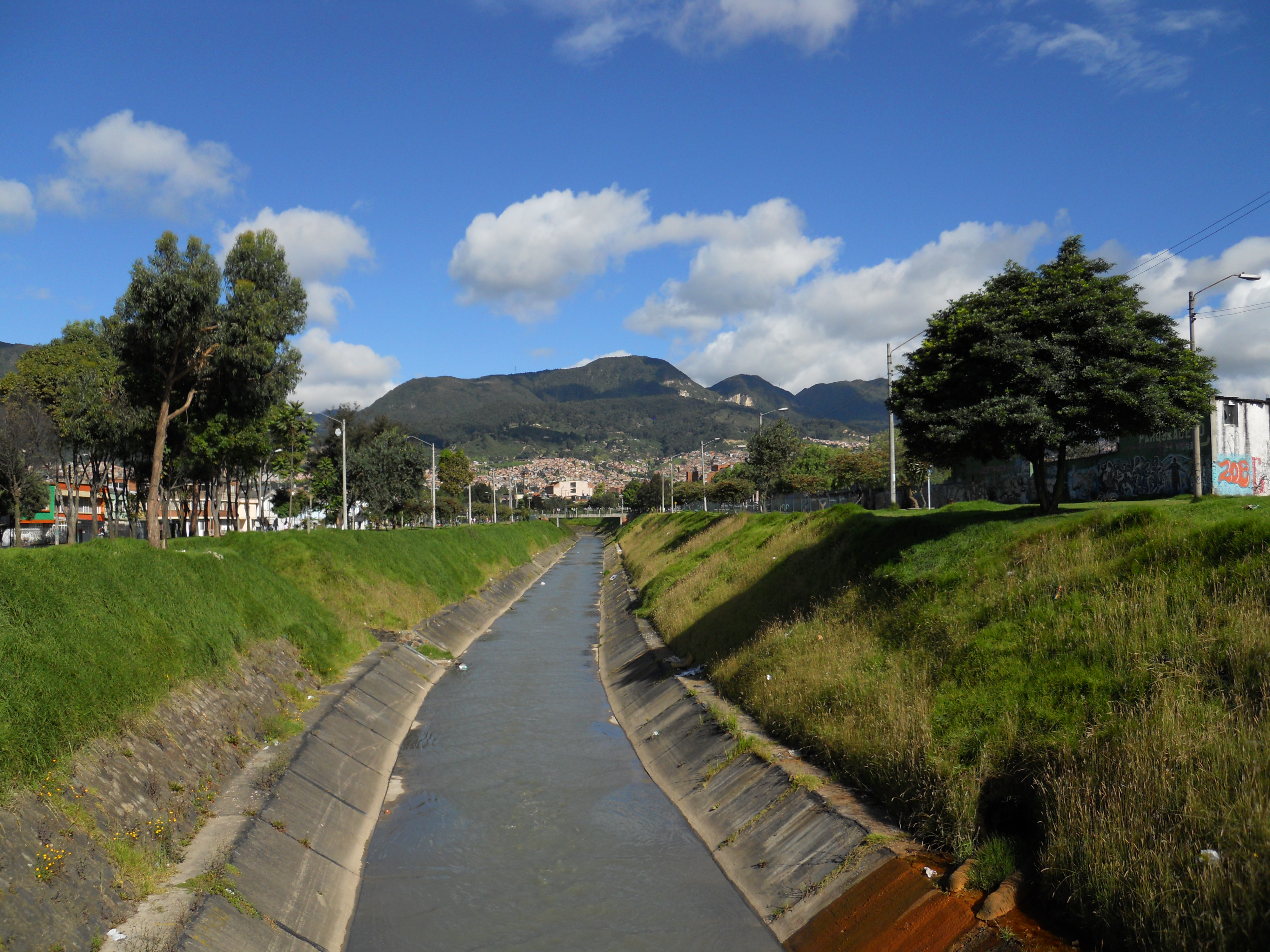
El río Fucha a la altura de la avenida Caracas.

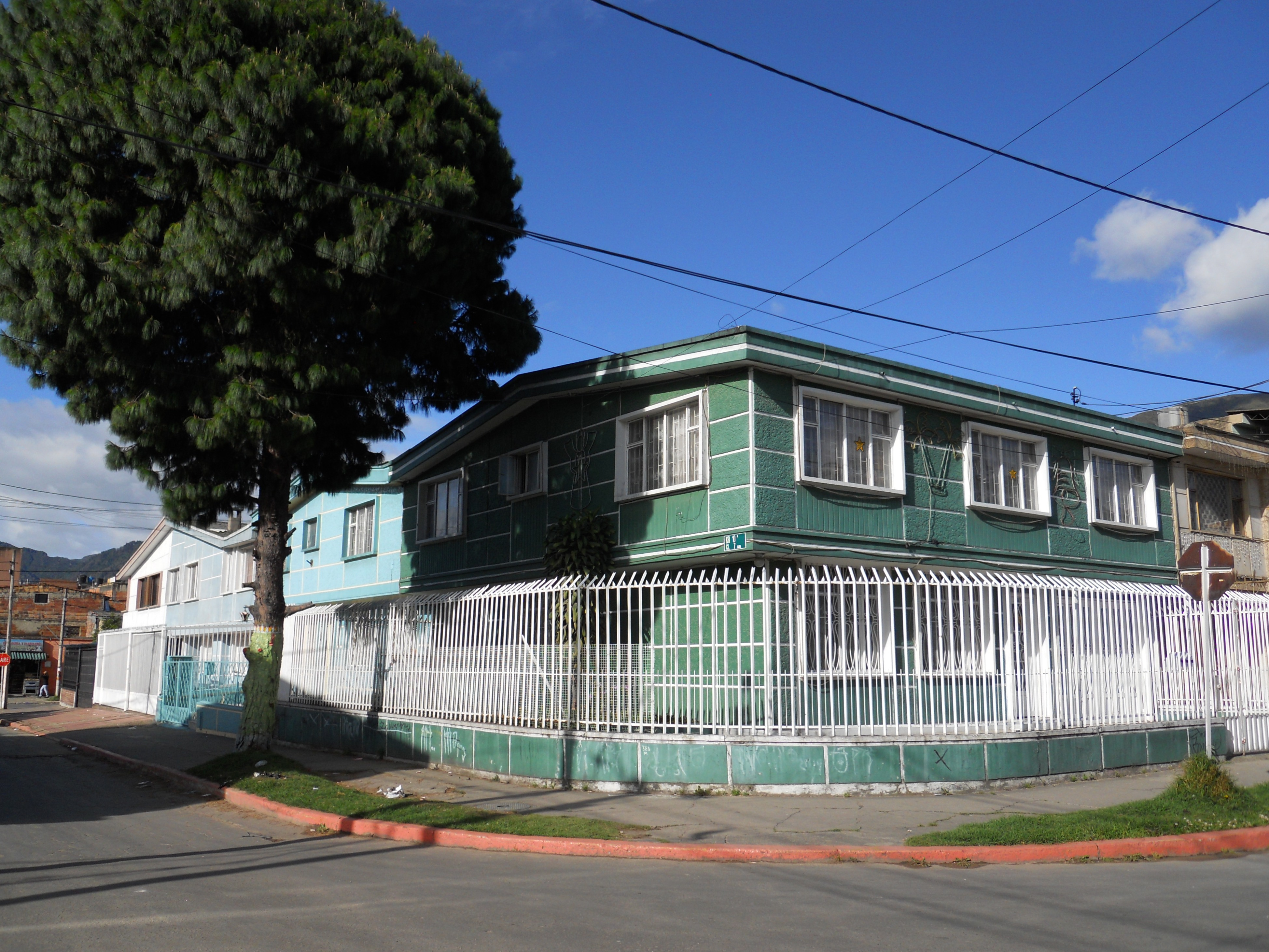
Casas en el barrio Ciudad Berna.

Se encuentra en el antiguo territorio que perteneció a Carlos Justo Carazas en tiempos indígenas, en el siglo XIX, quien tenía inmensas haciendas que estaban situadas a orillas de los ríos que la atravesaban. Sus predios estaban atravesados por dos quebradas la del Teñidero o Santa Catalina y la San Juanito, la primera por la calle Segunda Sur.
La sabana de Bogotá, antigua Muequetá (tierra de labranza), perteneciente a los pueblos Muiscas, tuvo su origen como territorio de asentamientos humanos, de pensamiento y cultura, precisamente en los antepasados muiscas, que bautizaron el río que cruza la localidad 15 como río Fucha, palabra del Muysc cubun (lengua Muisca) que significa "mujer".
Hacia la época de la Colonia, se establecieron haciendas a lado y lado del río Fucha, que fueron de propiedad de distinguidos capitalinos de la época. Antonio Nariño, “Precursor de la Independencia”, vivió una etapa de su vida en la hacienda ubicada en parte del terreno que ahora conforma la localidad que lleva su nombre, estando la casa principal de dicha hacienda en el área de la Normal Distrital María Montessori. Sin embargo, no existe mucha precisión en cuanto a si la hacienda era de Nariño o de algunos amigos suyos que lo hicieron su huésped, pero en esa época era de la familia Pars y posteriormente, en el siglo XX, de los Portocarrero.
Hacia 1920, se inició el proceso de urbanización en barrios como Santander y Luna Park, posteriormente Restrepo (1930) y Centenario (1938). A mediados de siglo, se fue generando la industria del calzado que contribuyó a configurar el sector del Restrepo como un importante polo comercial del sur de Bogotá. Estos barrios se desarrollaron a la par con la ciudad y fueron habitados tanto por bogotanos oriundos como por personas de diferentes regiones del país y por algunos extranjeros.
Actualmente, existen 15 barrios con sus juntas de acción comunal, algunas de las cuales cobijan barrios menores que, al cabo de varias décadas, presentan un complejo, cambiante e interesante tejido sociocultural. En algunos libros de crónicas de Bogotá se cuenta que en la ribera izquierda del río Fucha, en terreno cedido por el capitán Juan Bernal en 1609, existió un convento con capilla anexa, de la orden dominica. También, que en 1812 murió don Francisco Hortúa, dueño del molino de Santa Catalina, ubicado en la actual Avenida Caracas entre calles 1 y 2 sur costado occidental, o que don Pedro de la Calzada ordenó montar en la encomienda de Diego Sotelo la fábrica de pólvora (1719), cuya ubicación estaba sobre la actual Avenida Caracas entre calles 4 y 5.
Otra explicación al nombre indígena del río es que las mujeres denominaban “fuches” a los caracoles que extraían del río. El nombre católico de San Cristóbal (que también se le da al río) proviene de una imagen del santo que algún artista anónimo pintó en una piedra de la orilla. Sus aguas y las de otros ríos aledaños dieron impulso a los molinos que allí se construyeron y alimentaron las haciendas agrícolas y ganaderas de la zona. Otras actividades importantes del sector fueron la caza, la pesca y las labores de las ladrilleras. La zona tuvo un punto estratégico que sirvió de entrada y de salida de la ciudad, llamado Tres Esquinas, en el que convergían los caminos a Fómeque y Ubaque, al Tunjuelo y a Soacha.
Los nombres de las haciendas más importantes del sector se retomaron para los barrios de la localidad. A finales del siglo XIX, se establecen allí fábricas de loza, siderúrgicas, tabacaleras, fábricas de chocolate y cerveza, generando la llegada de numerosas personas de diferentes regiones del país y hacinamiento. Esto hace que los propietarios de empresas, industrias y haciendas se trasladen al sector norte de la entonces naciente ciudad, marcando desde esos años la diferencia entre el norte para la clase alta y el sur, para los obreros o clase baja.
La parte nordeste estuvo ocupada por humedales, razón por la cual en 1923 se abrió un parque recreativo con laguna que los habitantes recorrían en barcas, pero infortunadamente, tras los sucesos de 1948, el sector fue rellenado con los escombros de la ciudad y dio paso a las urbanizaciones que poco a poco fueron apareciendo y poblándola, primero en barrios y luego enmarcadas en localidades. De ahí nace la localidad, mediante el Acuerdo 26 de 1972, ratificada luego en el Acuerdo 8 de 1977.
Con el desarrollo de Chapinero y su acelerado progreso urbanístico se puso en la mira la zona norte de la ciudad. Este factor fue por muchos años la causa del letargo de la zona, pese a sus condiciones urbanísticas. Posteriormente, se reinicia el crecimiento hacia el sur y se le imprime dinamismo al sector hasta convertirse en uno de los actuales polos de desarrollo de la capital.
En cuanto a los acuerdos que dan nacimiento a las alcaldías se destacan los siguientes: el Acuerdo 26 de 1972 crea 16 Alcaldías Menores del Distrito Especial de Bogotá, pasando Antonio Nariño a integrar con otros barrios circunvecinos la Alcaldía Menor de Antonio Nariño, administrada por el alcalde menor correspondiéndole como nomenclatura el número 15, con límites determinados, y siendo ratificada mediante el Acuerdo 8 de 1977. Posteriormente, la Constitución de 1991 le dio a Bogotá el carácter de Distrito Capital; en 1992 la Ley 1.ª reglamentó las funciones de las juntas administradoras locales (JAL), de los fondos de desarrollo local y de los alcaldes locales, y determinó la asignación presupuestal de las localidades. Por medio de los acuerdos 2 y 6 de 1992, el Concejo Distrital, definió el número, la jurisdicción y las competencias de las JAL.
Bajo esta normativa, se constituyó la localidad de Antonio Nariño, conservando sus límites y nomenclatura, administrada por el alcalde local y la junta administradora local, con un total de 9 ediles.

## Geografía humana

### Organización territorial
Hay 16 barrios  de la Unidad de Planeamiento Local (UPL) Restrepo: 
| UPL                                                                       | Barrios |
| ------------------------------------------------------------------------- | --- |
| Restrepo (Norte de la Autopista Sur y Este de la Avenida Primero de Mayo) | Policarpa, Caracas, Ciudad Berna, Ciudad Jardín, Sevilla, Luna Park y La Hortúa.                                            |
| Restrepo (Norte de la Autopista Sur y Este de la Avenida Primero de Mayo) | Restrepo, Villa Mayor, San Jorge Central, Cinco de Noviembre, Eduardo Freí, San Antonio, La Fragua, La Fraguita, Santander. |

### Comunicaciones
Accesos: Por TransMilenio (línea H) en la Avenida Caracas (Estaciones Hortúa, Nariño, Fucha y Restrepo) y Autopista Sur (línea G) (Estaciones SENA, Calle 30 Sur, Calle 38 A Sur y General Santander). Con el sistema de buses colectivos para las avenidas Primera, Primero de Mayo, y el transmilenio por la carrera Décima.

## Economía
En el  barrio Restrepo, donde existe además de una alta actividad comercial de todo tipo, alberga un gran número de microempresas productoras de calzado. El centro comercial Centro Mayor se encuentra en el barrio Villa Mayor. Gran parte de esta es de clase media.
- Plaza de Mercado Restrepo

## Servicios públicos

### Educación[6][7][8][9]
- 52 colegios
- Escuela Normal Superior Distrital María Montessori.

## Cultura
- Teatro Villa Mayor
- 20 Bienes Inmuebles de Interés cultural[10]
- Por medio del decreto 606 del 26 de julio de 2001 se declararon patrimonio nacional la iglesia de San Antonio de Padua y el Asilo de Niños de San Antonio, construcciones datan de los años 1920.
- Biblioteca Pública Carlos E. Restrepo, de BibloRed[11]
- Biblioteca Pública Gabriel García Márquez - El Tunal, de BibloRed, también atiende muchos usuarios de la localidad Antonio Nariño[11]

## Deportes
La localidad Antonio Nariño también cuenta con numerosos parques, de los cuales la mayoría están ubicados en Ciudad Berna, y juntas de acción comunales.
- 54 Parques y escenarios deportivos[12]
- Parque Especializado Para Niños Ciudad Jardín